# Geniva
La geniva és el teixit de la mucosa que està sobre la mandíbula. En realitat és transparent i el color vermellós és a causa de la sang que hi circula.
La geniva és un dels quatre components del periodonci, els altres són el ciment, l'os i les fibres periodentals.